# Blutentnahme

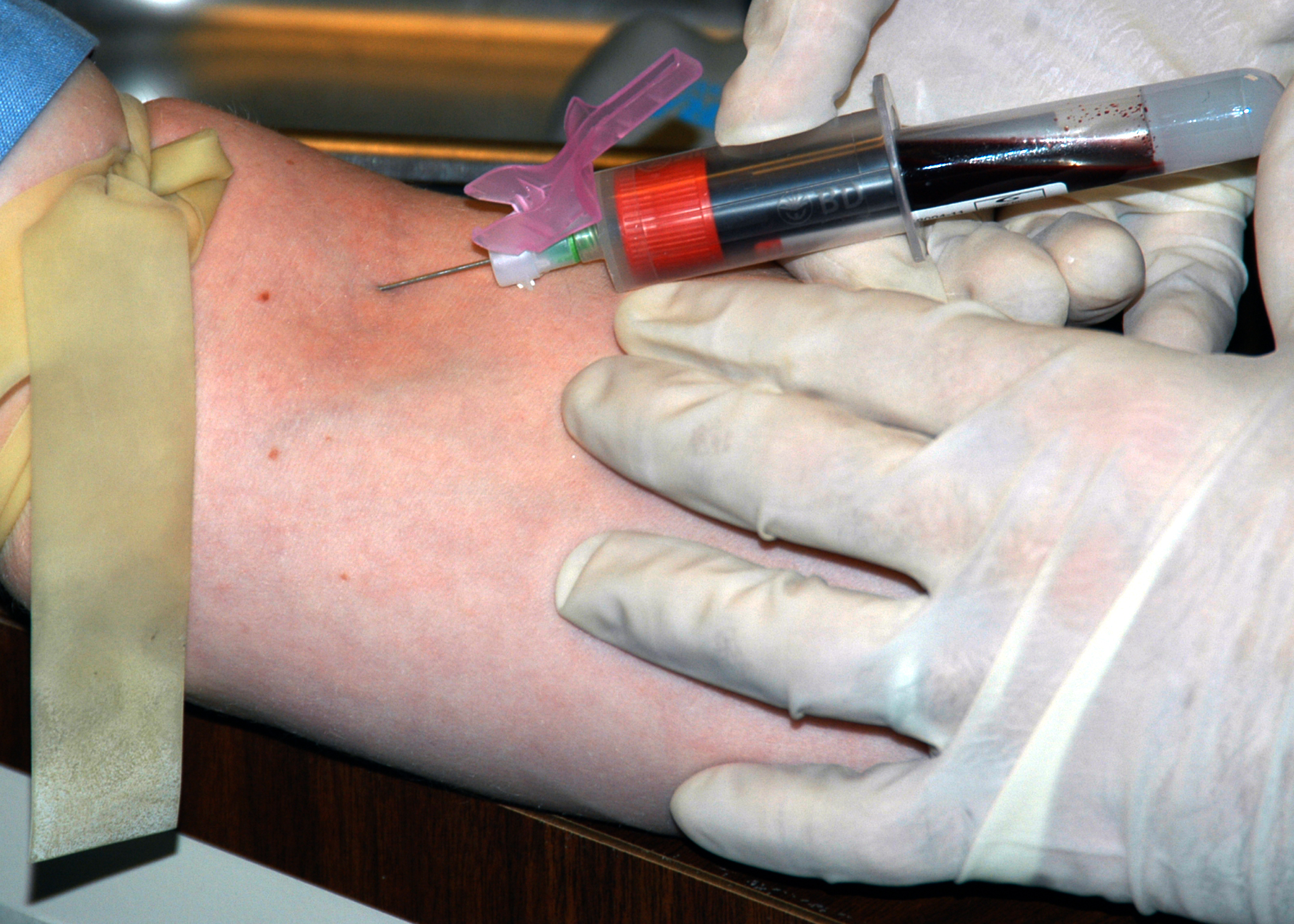
Blutentnahme beim Menschen

Als Blutentnahme, Blutabnahme oder auch Effusion (zu lateinisch effusio, „Ausgießung“) wird der Vorgang in der Medizin bezeichnet, bei dem eine Blutprobe aus dem Körper gewonnen wird. Zumeist wird dazu ein Blutgefäß mit einer Kanüle punktiert. Für kleine Blutmengen (z. B. bei der Blutzuckermessung) reicht auch das oberflächliche Anritzen eines gut durchbluteten Körperteils (wie Ohrläppchen oder Fingerkuppe beim Menschen) zur Gewinnung von kapillarem Blut. Zur Gewinnung größerer Blutmengen ist die Punktion von Venen einfacher und in der Regel komplikationslos. Hierzu nutzt man vor allem oberflächlich gelegene Venen, die auch für intravenöse Injektionen herangezogen werden. Für spezielle Untersuchungen wie Blutgasanalysen werden auch Arterien punktiert.

## Zielsetzung
Die Blutentnahme kann zur Beantwortung vielfältiger medizinischer Fragestellungen dienen.
Das Blutbild liefert Informationen über die verschiedenen Zellarten, im Rahmen eines Differentialblutbildes wird die Verteilung der weißen Blutkörperchen (Leukozyten) genauer aufgeschlüsselt. Der Volumenanteil der roten Blutzellen im Blut wird mittels des Hämatokrits bestimmt. Die Konzentration wichtiger Elektrolyte wie Natrium, Kalium, Kalzium, Magnesium, Chlorid und Hydrogencarbonat wird im Serum bestimmt.
Bei Entzündungen können das C-reaktive Protein und die Blutsenkungsgeschwindigkeit diagnostische Informationen liefern. Auch wird ein breites Spektrum an Infektionskrankheiten (z. B. Hepatitis B oder HIV) indirekt durch serologische Blutuntersuchung oder direkt durch molekularbiologische Methoden nachgewiesen. Darüber hinaus lassen sich einige Krankheitserreger (z. B. Babesien) mit speziellen Färbetechniken direkt im Blutausstrich darstellen. Einige Bakterien können aus dem Blut bei einer bakteriologischen Untersuchung angezüchtet werden (Blutkultur). Über den Nachweis spezifischer Antikörper oder die Messung der Aktivität bestimmter Enzyme lassen sich auch eine Reihe nichtinfektiöser Krankheiten nachweisen.
Die Blutentnahme wird aber auch durchgeführt, wenn es um eine Blutspende geht; sei es für den Eigenbedarf vor risikoträchtigen Operationen oder für den Fremdbedarf. Hierbei werden verschiedene Blutgruppensysteme bestimmt. Arterielles Blut wird im Rahmen einer Blutgasanalyse benötigt.
Im Rahmen polizeilicher Ermittlungen bei Verkehrsordnungswidrigkeiten und bei Strafverfolgung können in Deutschland gem. § 81a StPO Blutentnahmen nach den Regeln der ärztlichen Kunst angeordnet werden, wenn dies für das Verfahren von Bedeutung ist (beispielsweise für die Feststellung des Grades der Alkoholisierung). Die Anordnung steht dem Richter, bei Gefährdung des Untersuchungserfolges durch zeitliche Verzögerung auch der Staatsanwaltschaft und deren Ermittlungspersonen zu. Keine richterliche Anordnung ist erforderlich, wenn der Verdacht einer rauschbedingten Verkehrstat einschließlich fahrlässiger Taten im Raum steht (§§ 315a Abs. 1 Nr. 1, 315c Abs. 1 Nr. 1 Buchst. a, 316 StGB). Ziel und Absicht der Anordnung ist die Blutuntersuchung. Das Ergebnis zählt als Sachbeweis.

## Delegation an nicht-ärztliches, qualifiziertes Personal
Injektionen, Infusionen und Blutentnahmen an nichtärztliches Personal zu übertragen, fällt unter das Direktions- bzw. Weisungsrecht des Arbeitgebers. In der Gesundheitsversorgung braucht der Arzt nicht alle Leistungen persönlich zu erbringen, sondern kann Aufgaben an ausreichend qualifizierte Mitarbeiter übertragen (§ 28 Abs. 1 SGB V), auch vertikale Arbeitsteilung genannt. Diese ist rechtlich nicht exakt geregelt und durchaus umstritten, auch in welchem Umfang ärztliche Aufgaben delegiert werden dürfen.
Der Bundesgerichtshof (BGH) hat am 24. Juni 1975 folgendes zu einer Narkose durch eine Ärztin ohne Facharztausbildung entschieden:
„Die Verwendung nichtärztlicher Hilfspersonen ist aus der modernen Medizin und insbesondere aus dem heutigen Klinikwesen nicht wegzudenken. Es ist auch unvermeidlich, daß diesen Hilfspersonen ein hohes Maß an Verantwortung zufällt […] Ein persönliches Eingreifen des Arztes ist vielmehr grundsätzlich nur zu fordern, wo die betreffende Tätigkeit gerade beim Arzt eigene Kenntnisse und Kunstfertigkeiten voraussetzt.“
Dies bedeutet, dass vor allem in akademischen Lehrkrankenhäusern und Universitätskliniken damit zu rechnen ist, dass Famulanten und PJ-Studenten statt Ärzte die Blutentnahme erledigen. Aber auch in anderen Kliniken finden sich zunehmend speziell ausgebildetes Pflege- oder Arzthelferpersonal und Arztassistenten, die diese wichtige Routineaufgabe übernehmen.
Im Rahmen einer Delegation muss aber ein Weisungsrecht existieren und tatsächlich auch ausgeübt werden können durch die Anwesenheit eines weisungsbefugten Arztes bzw. dessen kurzfristige persönliche Erreichbarkeit.

## Ort der Blutabnahme

### Menschen
Wird nur eine sehr geringe Menge Blut benötigt, kann mittels einer Lanzette die seitliche Fingerbeere oder das Ohrläppchen angestochen werden. Diese Technik ist – wenn richtig angewendet – mit wenig Schmerz verbunden und reicht aus, um einzelne Tropfen kapillären Blutes zu erhalten. Bei Diabetikern wird sie für die Bestimmung des Blutzuckerwertes angewendet, bei Blutspendern zur Bestimmung des Hämoglobinwertes.
In den meisten Fällen erfolgt die venöse Blutentnahme aus einer Vene im Bereich der Ellenbeuge oder des Handrückens, seltener am Unterarm. Ist an diesen Stellen keine geeignete Vene auffindbar, wird alternativ gelegentlich auf den Fuß ausgewichen, das Anstechen der Fußvenen ist jedoch im Allgemeinen recht schmerzhaft. Als weitere Alternativen bei Patienten mit sehr schlechten Venenverhältnissen besteht die Möglichkeit einer Blutentnahme aus der tiefen Leistenvene (Vena femoralis) oder einer Halsvene (Vena jugularis externa). Bei Säuglingen erfolgt die Blutentnahme gelegentlich auch aus einer oberflächlichen Kopfvene.
Die Entnahme einer Blutprobe aus einer Arterie ist zur Durchführung einer Blutgasanalyse bei Operationen und in der Intensivmedizin üblich. Die arterielle Blutentnahme erfolgt in den meisten Fällen aus der Arteria radialis am Handgelenk oder der Arteria femoralis in der Leistenbeuge. Als weitere, seltener genutzte Alternativen bieten sich die Arterien am Fuß (a. dorsalis pedis am Fußrücken bzw. a. tibialis posterior unterhalb des Innenknöchels), die Arteria brachialis in der Ellenbeuge oder die Arteria axillaris in der Achselhöhle an. Allgemein ist die Punktion einer Arterie im Vergleich zu einer venösen Punktion sehr schmerzhaft, bei schmerzempfindlichen Patienten kann die Einstichstelle mittels Lokalanästhesie betäubt werden.

### Tiere
Beim Pferd wird in der Regel die Drosselvene (Vena jugularis externa) verwendet. Gelegentlich wird auch eine oberflächliche Vene der seitlichen Bauchwand (Vena thoracica superficialis) punktiert. Arterielles Blut gewinnt man zumeist aus einer Gesichtsarterie (Arteria transversa faciei).
Auch bei Rind, Schaf und Ziege wird in der Regel die Drosselvene (Vena jugularis externa) genutzt. Auch eine Blutentnahme aus einer Vene der Schwanzunterseite (Vena caudalis mediana) hat sich beim Rind bewährt. Bei Milchkühen ist auch eine Punktion der sogenannten „Milchader“ (Vena epigastrica cranialis superficialis) recht einfach. Bei der Punktion der Milchader sollte allerdings bedacht werden, dass das Tier sich anschließend nicht auf eine verunreinigte Fläche ablegt. Eine Verunreinigung der Wunde kann zu einer schmerzhaften Entzündung oder Ödembildung führen. Arterielles Blut wird beim Rind zumeist aus einer der Ohrarterien gewonnen. Bei kleineren Wiederkäuern bietet sich eine Punktion der Arteria femoralis oder der dorsalen Mittelfußarterien an (Äste der Arteria dorsalis pedis).
Bei Haushund, -katze und Frettchen wird entweder eine Unterarmvene (Vena cephalica) oder eine Unterschenkelvene (Vena saphena lateralis oder Vena saphena medialis) genutzt. Selten wird die Drosselvene punktiert.
Beim Schwein ist aufgrund der dicken Schwarte eine gezielte Punktion der Venen schwieriger, da die Venen nicht durch Anstauung sichtbar werden. Für geringere Blutmengen lassen sich die Ohrvenen (Venae auriculares) anstauen. Für größere Blutmengen ist eine Blindpunktion der V. jugularis externa, V. brachiocephalica und V. cava cranialis möglich. Auch eine Punktion des beim Schwein erweiterten Venengeflechts hinter dem Auge (Sinus ophthalmicus) ist möglich.
Da die Venen bei Kleinsäugern schon recht klein sind, ist eine Blutentnahme hier schon deutlich schwieriger. Bei Kaninchen, Meerschweinchen und Chinchillas eignet sich am ehesten die Vena saphena lateralis, zudem lässt sich aus den Ohrvenen oder der Drosselvene Blut gewinnen. Bei kleineren Tieren muss man zunächst eine Narkose durchführen und kann dann die Drosselvene freilegen, eine Punktion des Augengeflechts (Plexus ophthalmicus) oder des Herzens (Herzpunktion) vornehmen. In der Versuchstierkunde ist auch die Schwanzspitzenamputation noch gesetzlich zugelassen.
Bei größeren Vögeln lässt sich die Oberarmvene (Vena basilica), Unterarmvene (Vena ulnaris) oder die linke Drosselvene punktieren. Bei Kleinvögeln wird häufig eine Kralle gestutzt und der austretende Blutstropfen gewonnen. Bei Vögeln ohne Geschlechtsdimorphismus wird Blut auch zur Bestimmung des Geschlechts verwendet. Zur Geschlechtsbestimmung genügt das an einer herausgezupften Feder am Federkiel anhaftende Blut.

### Blutentnahme mittels blutsaugender Insekten
Eine moderne, aufkommende Methode bedient sich speziell kultivierter, blutsaugender Wanzen zur Blutentnahme in schwierigeren Fällen z. B. bei Zootieren. Die Wanzen saugen sich am „Probanden“ innerhalb kurzer Zeit voll, das Blut kann dann anschließend auf einfache Weise mit einer Spritze aus ihnen herausgezogen und untersucht werden. Diese Methode ist z. B. sehr erfolgreich bei Raubtieren, bei denen sich eine konventionelle Blutentnahme sonst oft nur äußerst aufwendig und zudem stressbelastend und unter Narkose durchführen lässt. Der Stich wird vom Tier wegen der betäubenden Stoffe, die die Wanze beim Stich injiziert, meist nicht bemerkt. Zum Wiederfinden bzw. -einfangen können Hilfsmittel wie Bindfäden dienen, die am blutsaugenden Insekt befestigt werden. Selbst bei Elefanten mit ihrer dicken Haut gelingt eine Blutabnahme durch das Applizieren von Wanzen für wenige Minuten. Fledermäuse können eine Blutabnahme völlig ungestört durchlaufen, wobei es gleichzeitig schwierig wäre, bei einer konventionellen Spritzenentnahme überhaupt Adern zu treffen, was die Wanze mühelos erreicht.

## Vorgehen
Zur venösen Blutabnahme wird das Blut in der Vene mittels eines Stauschlauches, auch Venenstauer genannt, gestaut. In Fällen, wo Stauungsphänomene das Laborergebnis verfälschen, wird das Unterlassen der Stauung gefordert, z. B. bei der Abnahme von Lactatröhrchen.
Wie im Abschnitt Präanalytische Aspekte für das Labor noch weiter ausgeführt, ist bei der Stauung darauf zu achten, dass sie weder zu stark noch zu schwach oder zu lange durchgeführt wird, da sich ansonsten Taubheitsgefühle einstellen können. Auch ein zu schwaches Stauen, z. B. problematisch großer Oberarmumfänge mit nicht adäquat hochwertigen Stauschläuchen aus zu locker dehnbarem Material, kann in der Praxis zu größeren Problemen beim Orten der Vene und mehreren, zeitaufwendigen Punktionsversuchen führen, die den Patienten wie auch den Arzt, besonders in einer Notfallsituation, nervös machen und zu teilweise nicht notwendigen invasiveren Maßnahmen wie dem Anlegen eines ZVKs führen können. Über letzteren sowie über Ports oder frisch gelegte, weitlumige periphere Venenkatheter ist eine Blutentnahme im Bedarfsfall natürlich auch möglich, aber mit höherer Gefahr einer Hämolyse des Probenmaterials verbunden. In besonders schweren Fällen empfiehlt sich auch das Benutzen von Blutdruckmanschetten zwecks gleichmäßigerem und großflächigerem Druck, wobei zur Punktion sogar überarteriell aufgepumpt werden darf und zur Entnahme dann wieder Druck abgelassen werden kann. Physikalische Maßnahmen wie Wärmebad und Faust machen und pumpen sind auch möglich, aber zeitaufwendig und präanalytisch kritisch zu sehen. Wenn alles fehlschlägt, kann auch die A. radialis oder ulnaris am Handgelenk ausnahmsweise punktiert werden, dies sollte aber von einem erfahrenen Arzt durchgeführt werden.
Mit einem alkoholischen Desinfektionsmittel wird die Haut über der Punktionsstelle desinfiziert. Mit einer sterilen Kanüle, heutzutage wegen einfacherer Handhabbarkeit hauptsächlich mit Flügelkanülen, wird die Vene punktiert und nacheinander die Blutentnahmeröhrchen aufgesetzt. Dabei wird im Vorfeld schon auf Anzeichen einer möglichen Synkope beim Patienten durch die psychische Belastungssituation geachtet. Bei spärlichem Blutfluss kann es bei Flügelkanülen Erfolg bringen, den Butterfly etwas anzuheben bzw. vorsichtig im Gefäß vor- und zurückzuschieben, um mögliche Wandadhäsionseffekte oder an der Öffnung aufliegende Venenklappen zu umgehen.
Die Stauung wird je nach Blutfluss schon jetzt oder erst nach Abnahme der Röhrchen gelöst. Beim Aspirationsprinzip wird das Blut durch das Zurückziehen eines Kolbens in das Blutentnahmeröhrchen gezogen. Beim Vakuumprinzip geschieht dies aufgrund eines im Röhrchen bestehenden Vakuums (Unterdrucks). Nach der Blutentnahme wird die Kanüle zurückgezogen, gesichert und in speziellen Kanülenabwurfboxen entsorgt, sowie die Punktionsstelle leicht abgedrückt und mit einem Pflaster oder einem Tupfer versehen. Bei Bestimmung z. B. des Ammoniakwertes muss das Röhrchen direkt im Anschluss auf Eis gelegt werden, entweder in einen Behälter mit Crushed Ice oder laborfreundlicher in entsprechende Gelpacks gewickelt und ins Labor gebracht werden. Auch Routineprofilwerte sollten so schnell wie möglich im Labor abgegeben werden, denn je frischer das Blut, desto genauer und schneller ist auch die Analyse. Bei schutzisolierten Patienten ist bezüglich der Abnahme und des Transports der Röhrchen den verbindlichen Hygienevorschriften Rechnung zu tragen.

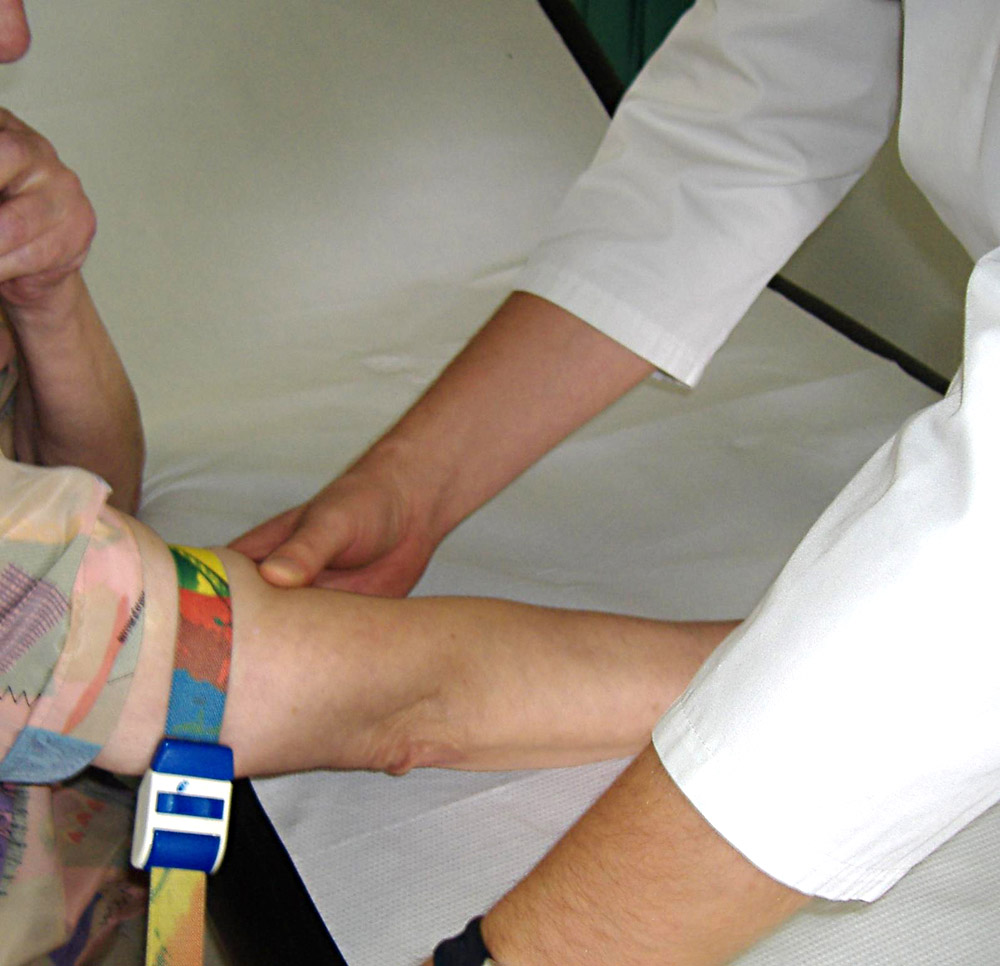
Stauen der Vene
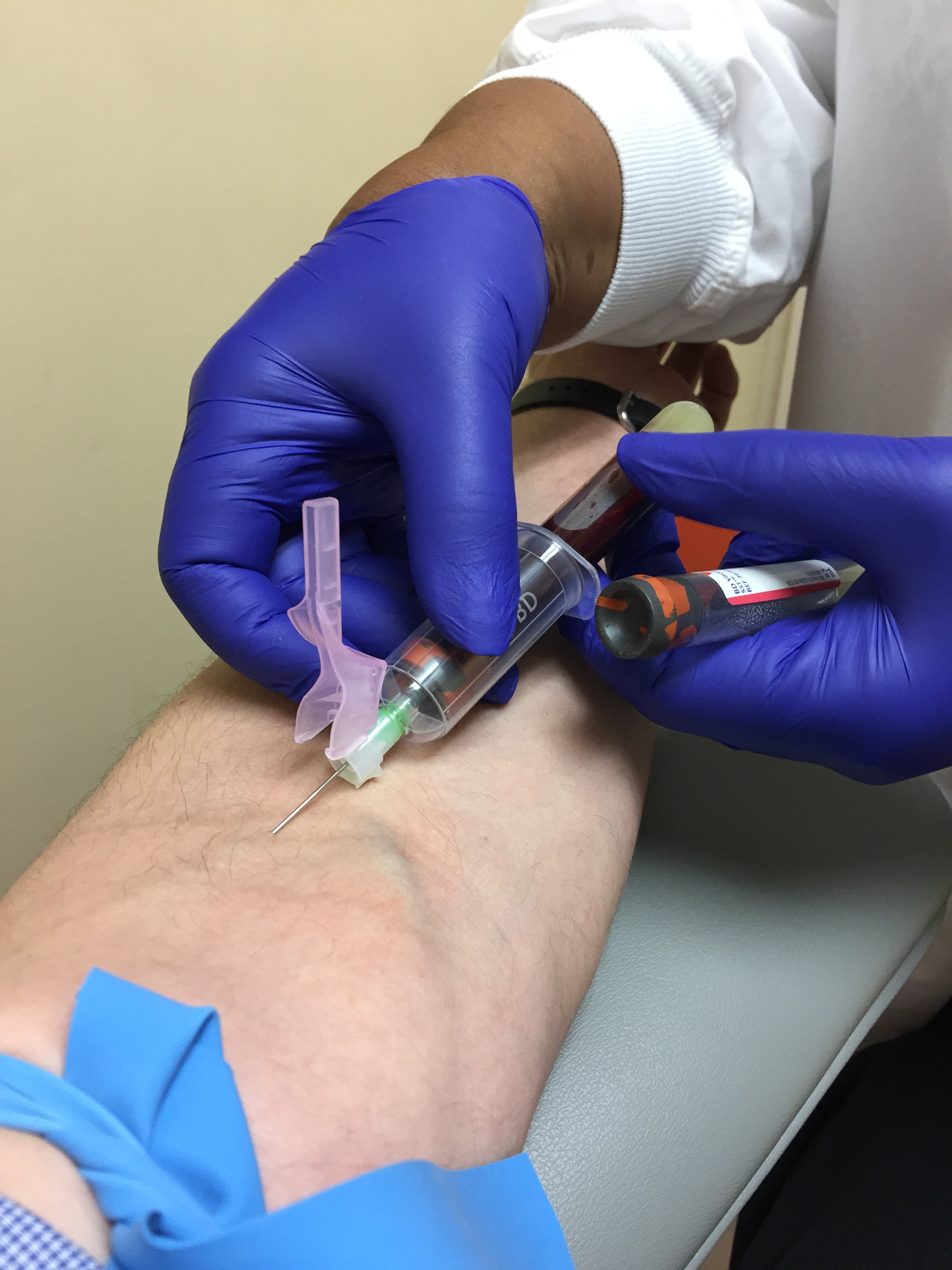
Blutentnahme

## Präanalytische Aspekte

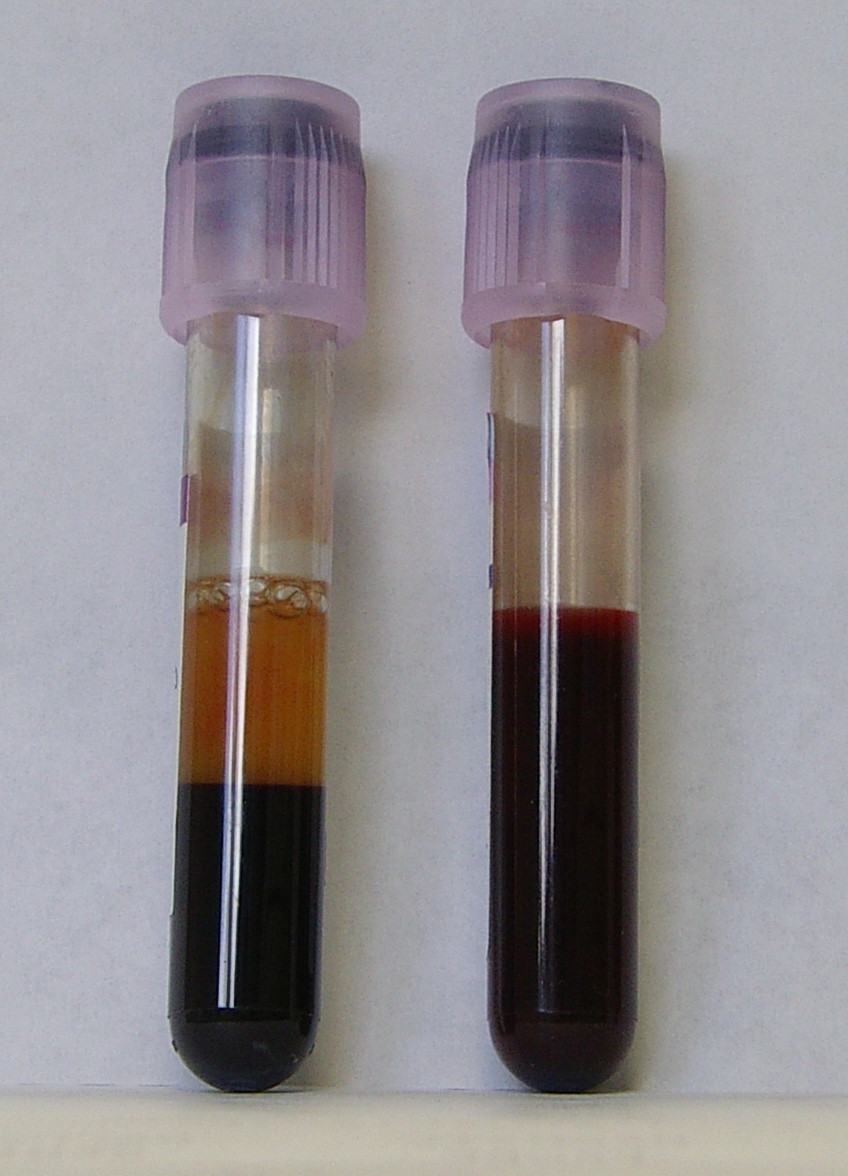
Blutproben, rechts frisch entnommenes Blut, links mit EDTA, einem Gerinnungshemmer, behandeltes Blut. Gut erkennbar ist das hellere Plasma, unter dem sich die zellulären Bestandteile abgesetzt haben.

Eine aufrechte Körperhaltung kann zu erhöhten Messwerten führen, unter anderem bei zellulären Bestandteilen, aber auch Gesamtprotein (bis zu 10 %), Enzymen, Albumin, Calcium und Magnesium. Daher sollte die Blutentnahme am sitzenden oder liegenden Patienten durchgeführt werden.
Wenn die Faust mehrmals während der Entnahme geöffnet und geschlossen wird, kann dies zu einem Anstieg von Kalium und Magnesium führen. Eine starke körperliche Belastung vor der Blutentnahme führt zuerst zur Hämokonzentration (Hämatokrit und weitere Analysen erhöht), später zum Anstieg der Muskelenzyme (Anstieg Myoglobin und Creatinkinase). Eine Exposition mit Tageslicht führt zu einer Verminderung des Bilirubins, der Creatinkinase, der Folsäure und der Porphyrinkonzentration.
Bei unverschlossenem Röhrchen (auch im Kühlschrank) kann Plasmawasser verdunsten. Dies führt zu einer Zunahme der Konzentration der meisten Parameter (Proteine, Elektrolyte).
Um eine Hämolyse zu vermeiden, sollte man mindestens 21G Kanülen verwenden. Zudem sollte die Zeit zwischen Beginn der Venenstauung und dem Beginn der Blutentnahme eine Minute nicht überschreiten, da es sonst zu einer intravasalen Hämolyse kommen kann. Die Röhrchen dürfen nicht geschüttelt, sondern sollten durch sanftes, mehrmaliges Kippen gemischt werden.
Zwischen der Blutentnahme und der Zentrifugation sollten nicht mehr als 30 Min. vergehen, da es sonst zu einem Anstieg von zellulären löslichen Substanzen (bspw. Kalium) kommen kann.
Die Entnahmezeit sollte jeweils angegeben werden, im Besonderen bei wiederholten Messungen am gleichen Tag (z. B. vor und nach Operation und Therapien, Medikamentenspiegel), aber auch bei Parametern mit zirkadianem Rhythmus, z. B. Eisen, Cortisol, Zink oder bei Nahrungsabhängigkeit (Glucose, Triglyceride).
Für Gerinnungstests (hellgrüne Röhrchen) müssen die Röhrchen bis an die Marke gefüllt werden (Verhältnis zwischen Citrat und Blut muss exakt 1:9 sein), um eine korrekte Bestimmung zu erlauben.
Unzweckmässige Lagerung (zu hell, unverschlossen, zu lange, zu kalt oder warm) kann zu falschen Messwerten führen.

## Probenbehältnisse
Die Probenbehältnisse (Blutröhrchen) dienen der Entnahme und Aufbereitung der Blutproben. Weiterhin ermöglichen sie den unkomplizierten Transport und die kurzfristige Lagerung der entnommenen Proben. Je nach Verwendung beinhalten sie Zusätze. Es existieren zwei verschiedene Farbcodierungssysteme, wobei die Euronorm-(EN)-Codierung in Europa üblich ist, während in den USA im Allgemeinen die ISO-Farbcodierung benutzt wird.

### Farbcodierung
| Typ                                        | EN 14820 | DIN/ISO 6710 |
| ------------------------------------------ | -------- | ------------ |
| Serum ohne Zusatz                          | Weiß     | Rot          |
| Serum mit Trennhilfe (Gel)                 | Braun    | Goldgelb     |
| EDTA-Blut – Blutbild                       | Rot      | Violett      |
| EDTA-Unverträglichkeit                     | Weiß     |              |
| Citratblut (1+9) – Gerinnung               | Grün     | Hellblau     |
| Citratblut (1+4) – BSG                     | Violett  | Schwarz      |
| Li-Heparinat-Blut, Blutgasanalyse – Plasma | Orange   | Grün         |
| Fluorid (NaF + Oxalat)                     | Gelb     | Grau         |

### Reihenfolge der Röhrchen bei einer Blutentnahme
1. Serum-Röhrchen
2. Citrat-Röhrchen, BSG
3. Heparin-Röhrchen
4. EDTA-Röhrchen
5. Fluorid-Röhrchen

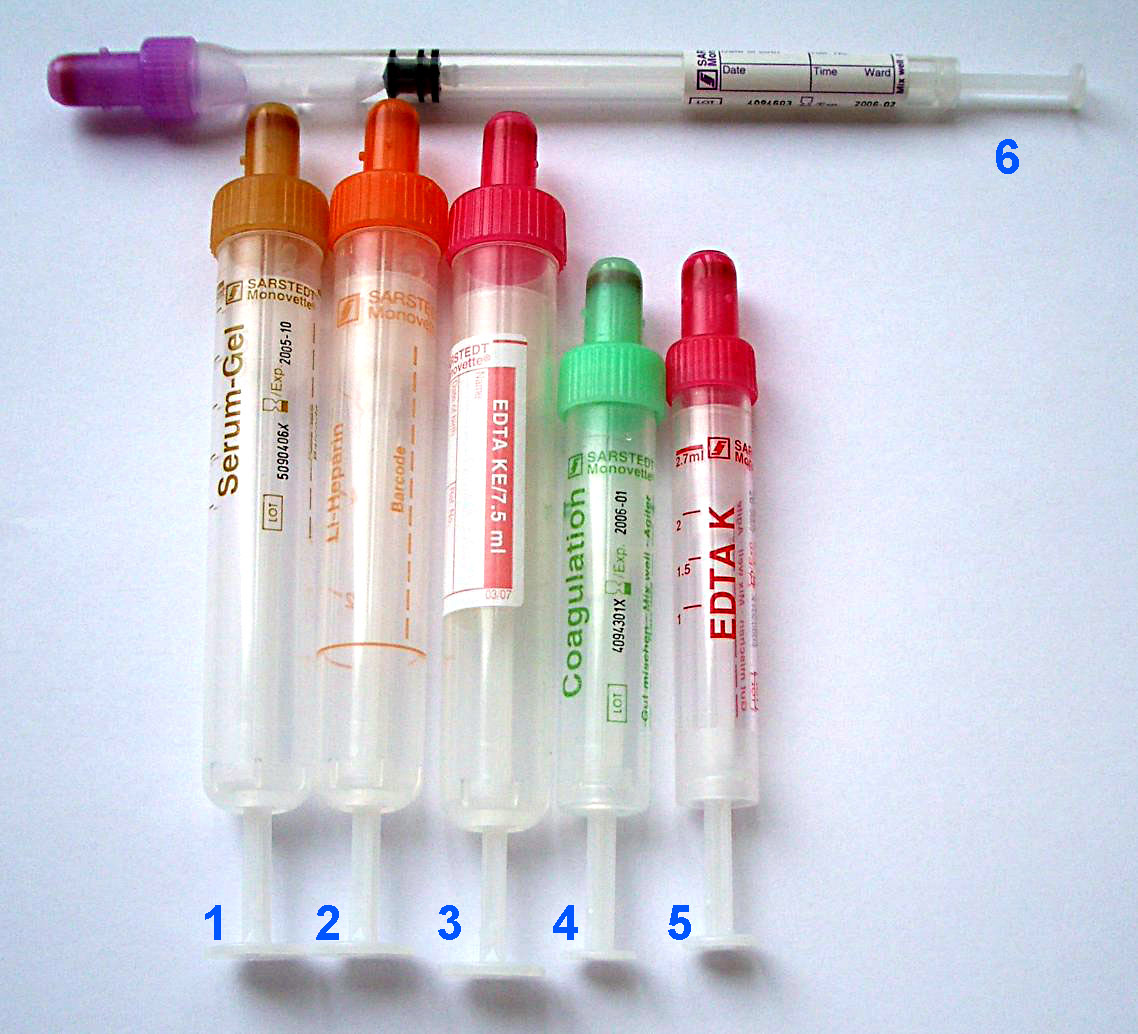
Verschiedene Blutröhrchen nach EN 14820
(1) Serumgel
(2) Heparin
(3) EDTA
(4) Citrat
(5) EDTA
(6) BSG-Citrat
Monovette zur Blutentnahme mit Standarddruck

Im Allgemeinen lauten die Empfehlungen, Citrat-Blut (3) vor den restlichen Röhrchen mit Zusatz abzunehmen, jedoch nicht als erstes. Bei diesen (4–6) ist die Reihenfolge nicht einheitlich angegeben.

## Zwangsweise Blutentnahme
Die zwangsweise Blutentnahme (in erster Linie zur Klärung der Verkehrstüchtigkeit oder der Feststellung der Tatzeitblutalkoholkonzentration des Tatverdächtigen nach einer Straftat) ist in Deutschland nach § 81a Strafprozessordnung möglich. Sie darf nur durch einen approbierten Arzt auf Anordnung eines Richters durchgeführt werden; in Ausnahmefällen (z. B. bei Nichterreichbarkeit eines Richters und bei Verdacht auf einige Straftaten im Straßenverkehr) dürfen stattdessen die Staatsanwaltschaft oder ihre Ermittlungspersonen (z. B. Polizisten) die Blutentnahme anordnen. Bis 2017 waren die Ausnahmen wesentlich enger gefasst, wurden aber in der Praxis häufig aufgeweicht. Es wurde teilweise gar nicht versucht, die Genehmigung eines Richters einzuholen, und stattdessen angenommen, dass grundsätzlich auch eine Anordnung eines Staatsanwalts oder einer Ermittlungsperson der Staatsanwaltschaft ausreiche, da es sich nach Ansicht von Staatsanwaltschaft und Polizei immer um „Gefahr im Verzug“ handle, auch wenn dies mit einem Urteil des Bundesverfassungsgerichts ausdrücklich gerügt wurde. Die Blutentnahme kann dann auch gegen den Willen des Beschuldigten, notfalls mit körperlicher Gewalt, erfolgen. Unter Umständen macht sich dieser nach § 113 StGB (Widerstand gegen Vollstreckungsbeamte) strafbar.
In Österreich ist eine zwangsweise Blutentnahme hingegen gesetzlich nicht möglich, da dies mit dem Prinzip des Verbots eines Zwanges zur
Selbstbeschuldigung als nicht vereinbar angesehen wird. Jedoch gibt es laut § 123 Abs. 4 StPO die Ausnahme, dass die zwangsweise Blutabnahmen oder vergleichbar geringfügige Eingriffe unter bestimmten Umständen erlaubt sind. Steht ein Beschuldigter im Verdacht eine vorsätzliche Gefährdung von Menschen durch übertragbare Krankheiten (§ 178 StGB) oder eine „Straftat gegen Leib und Leben durch Ausübung einer gefährlichen Tätigkeit in alkoholisiertem oder sonst durch ein berauschendes Mittel beeinträchtigtem Zustand“ begangen zu haben, oder dient die „körperliche Untersuchung des Beschuldigten zur Aufklärung einer mit mehr als fünf Jahren Freiheitsstrafe bedrohten Straftat oder eines Verbrechens nach dem 10. Abschnitt des Strafgesetzbuches“ (Strafbare Handlungen gegen die sexuelle Integrität und Selbstbestimmung), so ist eine zwangsweise Blutentnahme erlaubt.
Im schweizerischen Recht muss bei der Verweigerung der Blutprobe das Einverständnis eines Untersuchungsrichters eingeholt werden, auf dessen Anordnung diese dann unter Anwendung polizeilichen Zwangs durch einen Arzt durchgeführt werden kann.